# Ils veulent nous tuer
Albums de Bérurier Noir
Abracadaboum Opération Sampan
Ils veulent nous tuer est un maxi de Bérurier Noir sorti début juillet 1988 sur le label Bondage Records. Le nom donné à ce disque est une référence aux mutinés des prisons, sujet de la chanson Sur les toits et de l'illustration photographique de la pochette (recto).
Sur les six titres qui composent Ils veulent nous tuer deux étaient déjà présents sur l’album Abracadaboum ! sortit un an plus tôt. Ces deux titres, Et Hop + Macadam Circus et Nuit Apache, ont été réenregistrés pour ce maxi et constituent donc une version différente par rapport à la version d’Abracadaboum ! Les quatre autres titres de ce maxi (On a Faim, Sur les toits, Mineurs en danger et La Marche funèbre) sont eux des inédits. Ces nouvelles chansons de Bérurier Noir sont très engagées : On a faim tente d’alarmer sur les difficultés des plus pauvres à pouvoir se nourrir, Sur les toits soutient le combat des mutinés des prisons et Mineurs en danger incite les jeunes à s’unir dans leur détresse. La dernière piste, La Marche funèbre, est un morceau instrumental.
Le disque est agrémenté d'une pochette intérieure comprenant les textes des chansons ainsi que d'une liste intitulée "Contre info" de ressources documentaires alternatives.
Les six titres d’Ils veulent nous tuer furent ensuite compilés sur la version CD de l’album Abracadaboum !

## Liste des titres
1. On a faim
2. Et hop + Macadam Circus II
3. Nuit apache II
4. Sur les toits
5. Mineurs en danger
6. La Marche funèbre